# Biohazard (группа)
Biohazard (МФА: [baɪoˈhæzərd])  — американская хардкор-панк-группа из Нью-Йорка (Бруклин), одна из первых групп, которая решила смешать хардкор-панк и грув-метал с хип-хопом. Хотя сами музыканты никогда не считали себя хардкор-командой, Biohazard зачастую ассоциируют с периодом формирования хардкор-сцены в Нью-Йорке, наряду с такими группами, как Cro-Mags и Agnostic Front.

## История группы

### Формирование и дебютный альбом (1987—1991)
Группа была сформирована в 1987 году в районе Бенсонхерст Бруклина. В первоначальный состав группы входили басист/вокалист Эван Сайнфелд, гитарист Бобби Хамбел и барабанщик Энтони Мео. Позднее к коллективу присоединился гитарист Билли Гразиадей. В таком составе группа издает свою первую демокассету, которая была издана в 1988 году. Многие журналисты считали, что тексты песен группы содержат фашистскую окраску, а также описывают превосходство белой расы над другими (несмотря на то, что сам Сэйнфилд еврей). Обвинения в расизме активно отрицались участниками группы, но чуть позже Сэйнфилд и Гразиадей пояснили, что всё это было простым «рекламным трюком», дабы одержать победу над группой Carnivore и её фанатами. В конце концов группа начинает менять тематику своих песен. Теперь в их песнях присутствуют проповеди о толерантности и борьбе с расизмом. После записи первого демо барабанщик Энтони Мео покидает группу, ему смену приходит Дэнни Шулер. Вторая демокассета выходит уже в 1989 году.
В 1990 году Biohazard подписали контракт с Maze Records. Дебютный альбом был достаточно слабо раскручен. В итоге было продано всего около 40 000 его копий. Основной тематикой песен этого альбома был район Бруклин, насилие, наркотики, бандитские перестрелки и т. п. В альбом были включены аудио клипы из фильма Воины (The Warriors). После этого группа отправилась в турне по Европе. Там музыканты поняли, что все проблемы, затронутые в их первом альбоме, в действительности присутствуют не только в Бруклине.
Через год после выпуска своего дебютного альбома, Сэйнфилд и Гразиадей приняли участие в записи вокальной партии в песне Three Dead Gophers из третьего альбома Mucky Pop — Now. Этот альбом был выпущен под лейблом Roadrunner Records, который впоследствии стал лейблом второго альбома Biohazard.

### Urban Discipline,State of the World AddressиMata Leão(1992—1998)
В 1992 году Biohazard подписали контракт с Roadrunner Records и выпустили свой второй альбом — Urban Discipline, который, собственно, и прославил группу во всём мире и дал признание среди хэви-метал и хардкор бэндов. Видео на песню Punishment стало самым транслируемым за всю историю MTV's Headbanger's Ball, а альбом был продан тиражом более 1 000 000 копий.
В 1993 хардкор-рэп группа Onyx записала альтернативную  версию («Bionyx») своего сингла Slam совместно с Biohazard. Этот сингл впоследствии стал саундтреком к фильму Ночь страшного суда (Judgment Night) и был продан тиражом более 2 000 000 копий в США. 
Несколько месяцев спустя группа оставила лейбл Roadrunner Records и подписала новый контракт — с Warner Bros. Records. Был выпущен третий студийный LP — State of the World Address. Альбом был спродюсирован Эдом Стазиумом в Лос-Анджелесе. Альбом содержал сингл «How It Is», который был исполнен совместно с Sen-Dog из Cypress Hill и на который также был снят клип. State of the World Address был продан тиражом в 1 000 000 копий, и журнал Rolling Stone выбрал лого Biohazard как лучшее лого года. Это был последний альбом Biohazard с участием Бобби Хамбела, который впоследствии ушёл из группы из-за разногласий с остальными участниками. Хамбел какое-то время ещё работал вместе с White Devil, также с Cro-Mags, перед тем, как окончательно ушёл из музыкального бизнеса. В конце 1995-го группа совместно с Therapy? и Gunshot сделала несколько ремиксов на основе альбома Pitchshifter — The Remix War.
Свой четвёртый альбом — Mata Leão группа записала в 1996-м. В продюсировании альбома помогал Дэйв Джерден. Для своего тура Mata Leao в 1996-м группа наняла бывшего гитариста Helmet — Роба Эчеверриа. Также в 1996-м Biohazard принимали участие на Ozzfest наряду с Ozzy Osbourne, Slayer, Danzig, Fear Factory и Sepultura.

### New World Disorder,UncivilizationиKill Or Be Killed(1999—2003)
В 1999-м группа подписала контракт с Mercury Records и записала свой пятый студийный альбом — New World Disorder. Продюсером снова стал Эд Стазиум. Отношения между группой и Mercury Records достаточно быстро испортились; участники группы почувствовали себя обманутыми и решили разорвать связи со звукозаписывающей студией.
В 2000-м группа продолжает туры по Европе и Японии без поддержек со стороны лейблов. В 2001-м группа выпускает сборник песен Tales From The B-Side. Альбом содержит различные редкие записи, B-сайды, ремиксы, созданные за всё время существования группы. Альбом был выпущен под лейблом Phantom Sound & Vision. После выхода диска Rob Echeverria ушёл из группы. Leo Curley (Outline, All Means Necessary) пришёл на замену.
В тот же год Biohazard подписали ещё два новых контракта: с SPV/Steamhammer — в Европе и с Sanctuary Records — в остальном мире. Но, несмотря на новые сделки, группа также успевала выделять время для работы над другими проектами.
Гразиадей создал трип-хоп проект с участницей группы Hilo — Дженифер Бэйр. Было записано около 20 песен для нового проекта (проект получил название Blu), после чего Бэйр переехала в Лос-Анджелес. На этом проект был остановлен. Гразиадей начал работу над книгой Tales From The Hardside. Шулер выступал в составе группы Among Thieves в качестве барабанщика (на замену ушедшего Уилла Шэплера).
Вскоре Гразиадей и Шулер начали работу над шестым по счёту студийным альбомом Biohazard — Uncivilization, который выйдет в сентябре 2001-го. При записи альбома также принимали участие музыканты из других групп, таких как Agnostic Front, Hatebreed, Pantera, Slipknot, Sepultura, Cypress Hill, Skarhead и Type O Negative. Вскоре после релиза Uncivilization Лео Керли покинул группу, решив заняться написанием собственной музыки. Его заменит бывший участник группы Nucleus — Кармин Винсент.
Группа была вынуждена отменить запланированные фестивали в Европе, поскольку Кармин Винсент перенёс сложную операцию. Группе удалось найти временного гитариста — Скотта Робертса из Cro-Mags.
Свой седьмой альбом музыканты записали за 17 дней; Kill Or Be Killed был выпущен в 2003-м. Во время тура по Северной Америке с Kittie, Brand New Sin и Eighteen Visions, Biohazard заявили, что Робертс останется в качестве постоянного гитариста. Тур был остановлен, когда было объявлено, что Сэйнфилд заболел.
Приехав домой, Сэйнфилд начал работать над записью демо к своему новому трип-хоп проекту Triplesicks.

### Распад и воссоединение (2004—2017)
В конце 2004-го группа приступила к записи своего восьмого студийного альбома под названием Means To An End, который, был выпущен в августе 2005-го.
В середине лета 2011 Эван Сейнфельд объявил о своем уходе из группы, и Biohazard стартовали кампанию по поиску нового вокалиста. Скотт Робертс вернулся на время в группу чтобы заменить Эвана в паре концертов. В августе того же года группа официально начала прослушивание кандидатов. В сентябре 2011 года спустя три месяца после ухода из группы Сэйнфельд присоединяется к группе Attika 7 в которой так же принимал участие Тони Кампос басист Soulfly, дебютный альбом Blood of My Enemies вышел в 2013 году. 
В январе 2012 года группа решила что Скотт Робертс останется в группе как постоянный участник. Группа записывает и выпускает свой десятый студийный альбом Reborn In Defiance 20 января 2012 на лейбле Nuclear Blast.  Его продюсированием занимался Тоби Райт, который ранее работал с Korn, Slayer, Motley Crue, Kiss, Fear Factory, In Flames и Stone Sour.
Во второй половине января Biohazard отправились в небольшой тур по Европе в поддержку альбома вместе с группой Suicidal Tendencies. 22 января барабанщик группы Дэнни Шулер, по семейным обстоятельствам, оставил группу на время турне.
В течение 2013—2014 года группа продолжала выступать с концертами в Европе и Северной Америке.
В июле 2015 года барабанщик Дэнни Шуллер намекнул, что группа работает над новым альбомом. 
10 февраля 2016 года группа объявила, что все запланированные ранее концерты отменены по причине ухода басиста Скотта Робертса.
В декабре 2017 года Робертс пояснил, что ушёл из группы из-за того, что не уживался с одним из других участников и больше не хочет быть в группе.
23 июня 2017 года был выпущен дебютный альбом новой группы Билли Гразиадея Powerflo. Гразиадей сформировал группу с Sen Dog (Сененом Райесом) из Cypress Hill, Рохелио Лозано (экс-Downset) и Кристианом Волберсом (экс-Fear Factory).

### Возвращение Сайнфелда, второе воссоединение (2022—настоящее время)
В октябре 2022 было объявлено, что группа воссоединилась с возвращением Сайнфелда в группу. Группа также анонсировала два концерта на 2023 год: один на Bloodstock Open Air, а другой на Dynamo Metalfest. 14 июля 2023 года стало известно, что оригинальный барабанщик Энтони Мео умер от рака. Грациадей и Шулер опубликовали дань уважения на своих страницах в социальных сетях.

## Состав
Нынешний состав
- Билли Грациадей — ритм-гитара, вокал (1987–2006, 2008–настоящее время)
- Эван Сайнфелд — вокал, бас-гитара (1987–2006, 2008–2011, 2022–настоящее время)
- Бобби Хэмбел — соло-гитара (1987–1995, 2008–настоящее время)
- Дэнни Шулер — ударные (1988–2006, 2008–настоящее время)

Бывшие участники
- Энтони Мео — ударные (1987–1988; умер в 2023)
- Роб Эчеверриа — соло-гитара (1996–2000)
- Лео Кёрли — соло-гитара (2000–2002)
- Кармин Винсент — соло-гитара (2002)
- Скотт Робертс — соло-гитара (2002–2005), бас-гитара, вокал (2011-2016)

## Дискография
- Biohazard (1990)
- Urban Discipline (1992)
- State of the World Address (1994)
- Mata Leao (1996)
- New World Disorder (1999)
- Tales From The B-Side (2001)
- Uncivilization (2001)
- Kill Or Be Killed (2003)
- Means To An End (2005)
- Reborn In Defiance (2012)